# Teiul Doamnei (stație de metrou)
Teiul Doamnei va fi o stație de pe linia M7 a metroului, respectiva linie urmând a fi construită. O să fie situată pe Șoseaua Colentina și Strada Teiul Doamnei.